# Đỗ Minh Quân
Đỗ Minh Quân (sinh ngày 7 tháng 1 năm 1984  tại Thành phố Hồ Chí Minh, Việt Nam) là vận động viên quần vợt chuyên nghiệp người Việt Nam đạt nhiều thành tích quốc gia và quốc tế. Anh từng là cây vợt số 1 Việt Nam. Sau khi kết thúc sự nghiệp, anh du học Mỹ để lấy bằng Huấn luyện viên.

## Thành tích
Năm 2012, anh vô địch giải các tay vợt xuất sắc. Ở các giải ATP Challenger Tour và ITF Futures anh đã có 11 trận thắng và 33 trận thua.